# خانوبهن (كيسكان)
خانوبهن (بالفارسية: خانوپهن) هي قرية تقع في إيران في قسم كيسكان الريفي.